# مملكة ليون
مملكة ليون هي مملكة مستقلة كانت تقع في المنطقة الشمالية الغربية لشبه الجزيرة الأيبيرية. تأسست عام 910 عندما نقل أمراء أستورياس المسيحيون على طول الساحل الشمالي لشبه الجزيرة عاصمتهم من أوفييدو إلى مدينة ليون. خاض ملوك ليون حروبًا أهلية ومعارك ضد الممالك المجاورة وشنوا حملات لصد غزوات كل من الموريون والفايكنج ، كل ذلك من أجل حماية ثروات مملكتهم.
في عام 1139 م، انفصلت كونتية البرتغال لتتأسس مملكة البرتغال، فيما انضمت باقي أراضي مملكة ليون إلى مملكة قشتالة عام 1230 م. استقلت مملكة ليون مجددًا بين عامي 1296 م - 1301 م، حيث توحدت مجددًا مع مملكة قشتالة حتى عام 1833 م، وأصبحتا جزء من إسبانيا الموحدة. ووفقًا لإعلان 30 نوفمبر 1833 م، تم تقسيم أراضي ليون إلى مقاطعات ليون وسمورة وشلمنقة. وفي عام 1978 م، انضمت المقاطعات الثلاث مع ست مقاطعات أخرى من منطقة قشتالة القديمة إلى منطقة قشتالة وليون ذات الحكم الذاتي.

## تاريخها
تأسست مدينة ليون على أيدي الفيلق الروماني السابع، الذي اتخذها قاعدة له. أصبحت ليون مركزًا لتجارة الذهب، الذي كان يُنتج في المناطق القريبة. وفي عام 540 م، غزا القوط الغربيون الآريوسيين المدينة، ولم يضّيقوا على سكانها الكاثوليك. وفي عام 717 م، فتحها المسلمون، غير أنها لم تبق بأيديهم طويلاً، حيث ضمتها مملكة أستورياس عام 742 م.
تأسست مملكة ليون عندما قسّم ألفونسو الثالث ملك أستورياس مملكته بين أبنائه الثلاثة، فكانت ليون من نصيب ابنه غارسيا، ثم نقل خليفته أردونيو الثاني عاصمة مملكة أستورياس إلى ليون. وبعد أعوام من الحروب الأهلية خلال حكم فرويلا الثاني وألفونسو فرويليث وألفونسو الرابع، استطاع راميرو الثاني الوصول بالمملكة إلى الاستقرار، كما استطاع دفع الحدود الجنوبية للملكة لتصل إلى نهر دويرة، وأعاد إسكان المنطقة بسكان أتى بهم من جليقية. خلال القرن العاشر الميلادي، توسعت مملكة ليون جنوبًا وشرقًا. وخلال ثلاثينيات ذاك القرن، حصّن فرنان غونثالث كونت قشتالة العديد من القلاع، وضمها إلى برغش في مساع منه نحو الاستقلالية بقشتالة، بل وتحالف مع الأمويين حتى عام 966 م، حيث هزمه سانشو الأول ملك ليون.

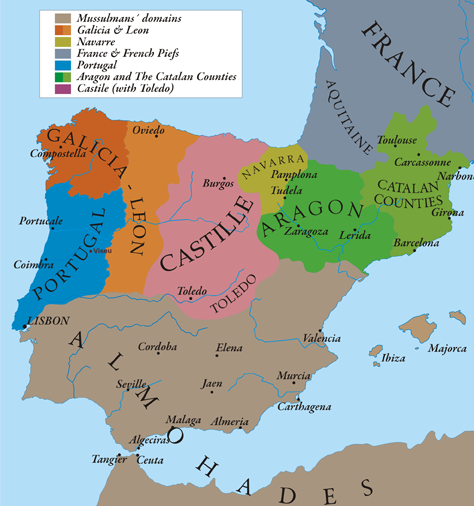
خريطة لمملكة ليون عام 1210 م.

وفي عشرينيات القرن الحادي عشر الميلادي، ضم سانشو الثالث ملك نافارا قشتالة. وبعد وفاته عام 1035 م، خلفه ابنه فرناندو على كونتية قشتالة. وبعد عامين، غزا ليون وقشتالة، ليحكم مملكة ليون وقشتالة الموحدة. وبعد أن انقسمت الخلافة في قرطبة إثر أحداث الفتنة إلى ممالك الطوائف الضعيفة، تبدل الحال فأصبحت تلك الممالك تؤدي الجزية للممالك المسيحية، بعد أن كانت تلك الممالك المسيحية تؤدي الجزية لقرطبة، مما أثري فرناندو الأول بشدة. بعد وفاته عام 1065 م، تقاسم أبناؤه مملكته، حتى استطاع ابنه ألفونسو السيطرة على ليون فقشتالة ثم جليقية، ووحّد المملكة مجددًا، كما كان أحد أهم إنجازاته ضم طليطلة عام 1085 م.
في عام 1139 م، استقلت كونتية البرتغال الساحلية لتصبح مملكة البرتغال. وفي عام 1157 م، انقسمت ليون وقشتالة بعد أن تعرض ألفونسو الثامن لهزيمة أضعفت سيطرته على قشتالة. بين عامي 1157-1230 م، كانت ليون تحت حكم فرناندو الثاني وألفونسو التاسع. غزا ألفونسو التاسع منطقة إكستريمادورا، وأسس جامعة سلامنكا عام 1212 م، كما جمع عام 1188 م أول برلمان منتخب من السكان. وعند وفاته عام 1230 م، غزا ابنه فرناندو الثالث ليون، وضمها إلى ملكه، ليصبح أول من يوحد ليون وقشتالة منذ وفاة ألفونسو السابع عام 1157 م. غير أنه بعد وفاة سانشو الرابع عام 1296 م، أعلن شقيقه جون القشتالي استقلال مملكة ليون، لكن ذلك لم يستمر سوى لخمسة أعوام حيث توحدت المملكة مجددًا مع قشتالة عام 1301 م.